# Rhegmatophila
Rhegmatophila é um gênero de traça pertencente à família Arctiidae.